# آراسن راگاون
آراسن راگاون (انگلیسی: Arassen Ragaven؛ زادهٔ ۸ آوریل ۱۹۸۷) بازیکن فوتبال اهل موریس است.
از باشگاه‌هایی که در آن بازی کرده‌است می‌توان به باشگاه فوتبال لوریان اشاره کرد.
وی همچنین در تیم ملی فوتبال موریس بازی کرده‌است.